# Raguel
Raguel, Ragüel o Ra'uel (o sus variantes Raguil, Rasuil, Rufael, Suryan, Akrasiel) (hebr. רְעוּאֵל Re'uel Amigo de Dios) es uno de los 7 arcángeles, principalmente de las tradiciones judías e islámicas. Su nombre significa "amigo de Dios" o "deseo de Dios".
Raguel no se menciona en las escrituras canónicas de la Biblia. Su nombre se enumera en el seudoepigráfico Libro de Enoc como uno de los siete arcángeles (20:4), el cual mostró a Henoc el fuego que guía las luminarias del cielo (23:4).

## Interpretaciones de referencias
Aunque la Biblia no lo menciona por su nombre, algunos intérpretes consideran que hace referencia a él. Así, cuando el patriarca Henoc, sin morir, fue con Dios (Génesis 5:24, Hebreos 11:5), habría sido Raguel quien lo condujo. La mayor parte de las referencias bíblicas, sin embargo, provendrían del Libro de la Revelación (Apocalipsis).
Raguel es identificado con el ángel del quinto sello (Apocalipsis 6:9-11). Como Apocalipsis 8:12-2,6 presenta a los siete ángeles que están delante de Dios, a la manera del Libro de Henoc, se asume que Raguel puede ser el quinto ángel que toca la trompeta para abrir el abismo, mencionado en la profecía de Apocalipsis 9:1, llamado "Abaddon" en hebreo o "Apollyon" en griego (aunque otros intérpretes asocien este ángel al diablo o "Azazel"). Para algunos, Raguel sería más bien el ángel de la tercera trompeta (Apocalipsis 8:10, ya que hace caer una estrella ardiendo como antorcha, pues se corresponde con el papel de Raguel en el Libro de Henoc, mostrando el fuego que guía los astros y con el orden en la lista de arcángeles de ese libro.
Raguel se refiere como el arcángel "encargado de la justicia, de la imparcialidad y de la armonía". Raguel observa a todos los ángeles y arcángeles para cerciorarse si están trabajando adecuadamente con mortales, de una manera armoniosa y ordenada, según la voluntad y el orden divinos (Apocalipsis 3:7-13), lleva la cuenta de sus errores (Mateo 18:10), y publica el castigo para los ángeles que han transgredido las norma de Dios (Daniel 7:10). Según esto, sus acciones contra otros ángeles no son propias del diablo sino contra él y deben interpretarse como el cumplimiento de la misión divina de mantener cielo puro, limpio de la corrupción, en armonía con la voluntad de Dios.
En el juicio final, sería Raguel quien ejecuta las condenas contra los malvados, sean el diablo y sus ángeles después de ser derrotados por Miguel y sus ángeles (Apocalipsis 12:9) o sean mortales (Lucas 12:5). Algunas tradiciones diferentes lo consideran un ángel del frío y no del fuego, que en el juicio final forma tropas de ángeles de nieve y hielo, en Éfeso (ver Apocalipsis 2:1).
Hay posibles referencias a una figura similar en relatos de otras culturas históricas. Se pueden encontrar en Babilonia como Rag (algunas traducciones dicen Ragumu), y en sumerio como Rig, que significa "hablar" o "discurso", personajes con caracteres similares.